# Cộng hòa Nam Maluku
Nam Maluku, tên chính thức Cộng hòa Nam Maluku, viết tắt theo tiếng Indonesia là RMS (Republik Maluku Selatan), là nước cộng hòa ly khai không được công nhận ở các đảo phía nam quần đảo Maluku ở vùng biển Đông Nam Á , trong đó các đảo Ambon, Buru và Seram là một phần lãnh thổ của họ. Các vùng đất này hiện là một phần lãnh thổ tỉnh Maluku, Indonesia.
Cuộc chinh phạt của Hà Lan đã thực hiện quyền kiểm soát thuộc địa trên toàn quần đảo vào thế kỷ 19, thiết lập một chính quyền đơn nhất. Biên giới của Indonesia ngày nay được hình thành thông qua việc mở rộng thuộc địa của Hà Lan được hoàn thiện vào thế kỷ 20. Sau khi Đế quốc Nhật Bản chiếm đóng trong Thế chiến II kết thúc vào năm 1945, các nhà lãnh đạo quốc gia ở Java đã đơn phương tuyên bố Indonesia độc lập. Cuộc kháng chiến của người bản địa được tổ chức ở Nam Maluku với sự hỗ trợ và viện trợ từ chính phủ và quân đội Hà Lan. Các quân khởi nghĩa Nam Maluku ban đầu đã bám theo bản thảo hình thành trong Hội nghị bàn tròn Hà Lan - Indonesia về hiệp ước sau thuộc địa, quy định một hình thức nhà nước liên bang. Khi hiệp ước đó, được thỏa thuận giữa chính phủ Hà Lan và chính phủ Indonesia vào tháng 12 năm 1949, bị phá vỡ, họ đã đơn phương tuyên bố thành lập Cộng hòa Nam Maluku độc lập hoàn toàn vào tháng 4 năm 1950. Các nhà lãnh đạo Nam Maluku đã dựa trên quyết định của họ trong hiệp ước về xác định tự chủ cho mỗi tiểu bang của liên bang.
Sau thất bại của RMS ở Ambon trước lực lượng vũ trang Indonesia vào tháng 11 năm 1950, chính phủ tự tuyên bố đã rút về Seram, nơi một cuộc đấu tranh vũ trang tiếp tục cho đến tháng 12 năm 1963. Sau đó Chính phủ lưu vong chuyển đến Hà Lan vào năm 1966, sau khi lãnh đạo kháng chiến và tổng thống RMS Chris Soumokil bị chính quyền Indonesia bắt giữ và xử tử. Chính phủ lưu vong tiếp tục tồn tại, với chủ tịch đương nhiệm John Wattilete đảm trách từ tháng 4 năm 2010.
Chính phủ lưu vong Cộng hòa Nam Maluku gia nhập Tổ chức Nhân dân và Quốc gia chưa được đại diện (UNPO) ngày 6/8/1991.